# 第一次世界大战中的海战
第一次世界大战的海战主要以海上贸易封锁为主。协约国海军凭借着庞大的海军规模和优越的地理位置，在很大程度上成功地贸易封锁了德国和其他同盟国国家；而同盟国为了打破封锁，就使用潜艇以及贸易袭击所试图反封锁，最终都没有成功。相对于贸易封锁，其他的水面舰队大规模决战对整体战局影响不大。

## 序幕
英国和德国在20世纪初的海军军备竞赛是许多历史书所讲述的主题。德国试图建造一支与英国相匹配的舰队而英国则是20世纪的占主导地位的海军大国，也是一个依靠海运贸易生存的岛国；因此，德国的大舰队野心导致英国与德国发生冲突，最终是导致英国加入第一次世界大战的主要原因。德国希望有一支可以与他们的军事和经济实力相称的海军，可以让他们的贸易以及殖民帝国免遭英国的影响；然而，若要建造这样一支庞大的舰队将不可避免地威胁到英国的贸易利益和其海军主导地位。
自第一次摩洛哥危机以来，德国与英国双方一直在进行海军军备竞赛。阿尔弗雷德·赛耶·马汉上尉是一名美国海军军官，他对英国海军历史感兴趣。1887年，他出版了《海权对历史的影响1660－1783》；这本书叙述了“若要获得国家利益的最大化，那拥有一支强大的海军以确保制海权是必要的”。马汉的论点是，从罗马到英国，每一个统治海洋的国家都繁荣昌盛，而那些缺乏制海权的国家，如汉尼拔的迦太基以及拿破仑的法国，却没有得到繁荣与强大。马汉假设，英国在建立海军以控制世界海上贸易要道这方面所做的努力，其他国家也可以做；事实上，若要获得海外的财富与霸权——他们就必须这样做，即建设一支强大的海军。

### 英德军备竞赛
马汉的论点大大影响了各国对海军的认识，并导致了全世界各国建造新海军的狂潮；美国国会随即下令立即建造三艘战舰（第四艘战舰爱荷华号两年后建造）。日本在对马海战中，日本海军歼灭了俄国太平洋舰队，这大大加强了海军在未来战争冲突之中的地位。然而，马汉理论对德国产生的影响是最大的；德皇威廉二世在拜访他的祖母维多利亚女王时，对皇家海军的强大而印象深刻。他的母亲说：“威廉的想法是建立一支比英国海军更大、更强大的海军”。1898年，第一部《德意志帝国海军法》出台，两年后，第二部《德意志帝国海军法》将海军法中规定新建的海军舰艇的数量增加了一倍，在接下来的20年里，将新建19艘战舰和23艘巡洋舰。再过十年，德国的海军排名将从低于奥匈帝国变成拥有世界上第二大的强大海军。这是自特拉法加海戰以来，英国第海军的霸权第一次有了一个咄咄逼人且危险的对手；而英国也开始为德国海军冲击其海上霸权地位而感到担忧。
英国作为一个岛国是极其依赖海上贸易的，维持大英帝国和世界上遍布全球的庞大的殖民地财产也需要英国继续维持其海上霸权以及海洋上的主导地位。因此，当1897年6月为“女王的钻石庆典”所举行的海军舰队大检阅，是在一种遍布不安全感和不确定性的氛围之中进行的。每个人都想知道的问题是，“英国在未来还能继续维持其立于世界上的海军霸权吗？”但马汉并没有给出任何的答案。认为英国可以继续保持海上霸权的人为傑基·費雪，当时的地中海舰队总司令。他认为大英帝国只要确保拥有“帝国和世界贸易的五个战略要点”即是直布罗陀、亚历山大港、苏伊士运河以及新加坡和好望角与多佛海峡”。而他的职责就是要守住所有这些对于海权极为重要的战略之地。

### 费舍尔勋爵的改革
当费舍尔勋爵被任命第一海务大臣之后，费希尔勋爵就开始制定对德国的海战计划。他在1906年写给威尔士亲王的信中说道：“德国把他的整个舰队总是集中在英格兰海域周围。”因此，我们必须将一支两倍于德国的舰队部署在英格兰附近。”因为如此，他将大部分舰队集中在本土舰队，其次集中在地中海舰队。他还将几十艘陈旧的战舰将其报废退役或封存起来。由此节省下来的资源被用于新设计的潜艇、驱逐舰、轻巡洋舰、战列巡洋舰和革命性的无畏舰。费舍尔宣称：“在其他国家的无畏舰下水之前，我们就已有10艘无畏舰以屹立于海洋之上！而我们的巡洋舰比德国和法国加起来还要多百分之三十！”。

### 德国的回应
阿尔弗雷德·提尔皮茨上将作为海军学生的时候也常到朴茨茅斯，他对皇家海军的强大表示钦佩和羡慕。和德皇一样，提尔皮茨认为德国若要在未来取得主导地位则必须有一支可以与皇家海军相提并论之舰队。因此他要求建造大量的战舰。即使英国“无畏”号的下水使他以前建造的15艘战列舰过时；他也相信，最终德国的技术和工业实力将使德国在这方面取得优势。因此他利用自己辞职作为威胁，迫使帝国议会建造三艘无畏舰和一艘战列巡洋舰。他还为未来的潜艇部门留出了资金。按照提尔皮茨坚持的新建战舰之速度；德国海军在1912年将有13艘无畏舰，英国有16艘无畏舰。
当这一消息在1909年春天被泄露到英国公众之中的时候，公众一片哗然；并要求英国新建8艘新战舰，而不是政府为该年计划新建的4艘战舰。正如温斯顿·丘吉尔所说：“海军部要求建造六艘战舰；经济师们则建议新建造四艘；而我们最终妥协为新建八艘战舰。” 提尔皮茨别无选择，只能将英国的新无畏舰建造计划视为对德国的威胁。他不得不做出回应，尔后他进一步提高了赌注；然而，为超越德国海军而投入的资金意味着英国放弃了任何关于两国海军的标准。（该标准认为皇家海军通过保持至少与世界上另外两支最大的海军的总舰艇数量相等的舰艇数量来维持优势）投入再多多的钱也不能让英国与德国、俄国或美国，甚至意大利所竞争。因此，一项新的政策，即以60%的优势来对付第二大海军力量的政策开始实施。费舍尔勋爵的下属对他拒绝容忍任何意见分歧越来越恼火，而新建八艘无畏舰的要求则是压倒骆驼的最后一根稻草。因此在1910年1月25日，费舍尔辞职。费舍尔辞职后不久，丘吉尔成为海军部第一大臣。在他的领导下，海军竞赛继续进行；事实上，当丘吉尔提交1914年的海军预算为5000万英镑的时候；大衛·勞合喬治甚至都打算辞职了。

## 海军技术
一战中海军技术以无畏舰为导向；英国的战舰拥有更大的火炮，而且拥有更好的装备和人员配备以及较好的舰队机动性。相比之下，德国的战舰有更好的设备和测距仪以及精准的舰炮射术；这一点在日德兰海战中对英国战列巡洋舰造成了灾难性的打击。

## 战场

### 北海
北海是一战中水面军舰对战的主要战场。英国本土舰队对德国公海舰队采取了措施。英国庞大的舰队规模可以维持对德国的封锁，以切断德国的海外贸易和原料提供。德国的舰队大部分时间都停留在他们的水雷幕后的港口，偶尔试图通过引诱英国舰队参战，希望借此能削弱他们的力量，并足以打破英国封锁或允许公海舰队袭击英国航运和贸易。而英国努力维持封锁，并在一些情况下对德国舰队力量造成损失，以消除对不列颠群岛的威胁，并将舰队用于其他地方。1918年，美国海军在英国的帮助下铺设了北海水雷屏障，旨在阻止U型潜艇溜进大西洋袭击运输船。
北海上发生的主要战役包括在赫利戈兰湾（1914年和1917年）、多格滩（1915年）和日德兰（1916年）的战役。尽管英国这些战役之中是否达成了战术性成功仍然是一个争论的话题，但英国完成了其战略目标，即维持封锁并在战争的绝大部分时间内将公海舰队的主力留在港口。公海舰队虽作为一支存在舰队但仍是个威胁，迫使英国在北海保留了大部分的舰艇。然而，正是英国海军对德国食品和原材料进口的封锁，最终使德国人陷入饥饿和工业停摆并导致德国在1918年寻求停战协定。

### 英吉利海峡
尽管英吉利海峡对在法国作战的英国远征军（BEF）至关重要，但在英吉利海峡英国皇家海军没有部署大型战舰。对英吉利海峡英国海军的主要威胁是驻扎在赫利戈兰附近的德国公海舰队；德国舰队如果突破封锁被放出北海，就可以摧毁海峡中的任何船只。德国公海舰队至少可以调集13艘无畏舰和许多装甲巡洋舰以及几十艘驱逐舰来攻击英吉利海峡之中的舰艇。而公海舰队在海峡之中的对手只有6艘1898-1899年建造的装甲巡洋舰，它们过于老旧，无法与驻扎在大型且快速的无畏舰协同作战。
对英吉利海峡的威胁来自U型潜艇但英国海军部并不把此作为威胁，因为他们认为潜艇是无用的。甚至德国最高参谋部也认为U型潜艇是“实验性舰艇”。

### 大西洋
当德国被英国贸易封锁时；英国作为一个岛国，也严重依赖海上贸易生命线， 而德国的U型潜艇虽对水上的战舰无法给予打击，但却可以袭击商船且收效很好。
1915年，德国宣布对英国进行海上贸易封锁，由其U型潜艇来执行对英国的封锁；U型潜艇击沉了数百艘协约国的商船。潜艇通常以隐蔽方式进行攻击。这使得在攻击商船前对其发出警告或救援幸存者变得很困难。最终，这导致了许多平民的死亡，特别是当客船游轮被击沉时，导致这违反了《海牙公约》；此外，U型潜艇还在封锁区击沉中立国的船只，有的是故意的，有的是因为从水下难以识别而错误击沉。
这使中立国转向反对同盟国之立场，因为如美国和巴西这样的国家遭受了大量伤亡和贸易损失。
1917年初，德国宣布了无限制潜艇战，其将对设立的“战区”内的所有船只，包括中立国的船只，进行没有警告的攻击。这也是美国对德国宣战的一个主要原因之一。
U型潜艇最终击沉了许多英国商船，并造成食品和其他必需品的短缺。U型潜艇最终随着护航舰队的广泛成立而结束。这也得益于美国的参战以及越来越多地装备原始声纳与空中巡逻来探测和追踪潜艇。

### 地中海
奥匈帝国与德国的海军在地中海仅和协约国海军发生了小规模的战斗；而奥斯曼帝国的海军在战争后期仅在英布罗斯战役中从达达尼尔海峡出去行动过一次，奥斯曼帝国的海军大部分时间在黑海活跃。
在地中海的主要的舰队行动是协约国试图在1915年通过攻击君士坦丁堡令奥斯曼帝国投降；登陆战引发了加利波利战役，最终以协约国失败为结果。在战争的其余时间里，地中海的海军行动大部分是德国和奥地利的潜艇袭击以及协约国的对同盟国的封锁之行动。

### 黑海
黑海上活动的主要是奥斯曼帝国的海军与俄罗斯帝国的海军。俄罗斯的黑海舰队以塞瓦斯托波尔为基地，由安德烈·埃貝哈特上将（1914-1916）和亞歷山大·高爾察克上将（1916-1917）所指挥。一战爆发时，奥斯曼帝国的海军舰队正在翻新，而海军之中有许多老旧的战舰。它一直期待得到两艘在英国建造的无畏舰，但英国却在与德国的战争爆发之后没收已经建设好的“雷沙迪耶”号和“奥斯曼苏丹-埃夫维尔  ”号，并将其纳入皇家海军。
1914年10月，奥斯曼海军炮轰了黑海沿岸的俄罗斯城市，黑海山的海军战斗由此开始。奥斯曼帝国舰队中最先进的舰艇由德国地中海舰队的两艘舰艇组成：为战列巡洋舰格本号大巡洋舰和轻巡洋舰布雷斯勞號小巡洋艦，两者都由老练的德国海军上将威廉·苏颂所指挥。格本号是一种现代的战列巡洋舰，加上训练有素的船员，可以轻易地战胜甚至超过俄国黑海舰队中的任何一艘船；然而，尽管俄国战舰机动性较差，但他们往往能够以优势的数量聚集，以至超过戈本号的火力，格本号寡不敌众最后撤退。
俄罗斯黑海舰队主要用于支援尼古拉·尼古拉耶维奇·尤登尼奇将军所指挥的高加索战役。然而，格本号大巡洋舰的出现改变了黑海的局势，俄国黑海舰队所有的支援行动都必须整支舰队才能对付格本号，否则将成为格本号猛烈炮火下以及优良机动性下的牺牲品。
到了1916年，黑海局势的天平向俄国倾斜，在过去的两年里，格本号一直在不断服役；由于缺乏维护船坞，该舰艇无法维护以至后面发动机频发故障。与此同时，俄罗斯海军已经部署了现代无畏舰“玛丽亚”号，虽然速度较慢，但能够抵御并战胜格本号。尽管两艘战舰曾进行了短暂的交锋，但双方都没能利用其战术优势，战斗以格本撤退和英佩拉特里察-马里亚号的追击而告终。然而，新舰艇被部署导致格本号不再能如以往一样获得巨大优势；因此，俄罗斯几乎掌控了黑海的制海权，而另一艘无畏舰 ”叶卡捷琳娜-维利卡亚“号被部署则使同盟国于黑海的情况更加恶化。虽说如此，但德国海军与奥斯曼海军一直袭击黑海的俄国商船直到东部战线的结束。
高尔察克上将在1916年8月接过黑海舰队指挥权后，他计划通过一系列行动来提高俄罗斯黑海舰队的力量。俄罗斯黑海舰队在博斯普鲁斯海峡的出口处布水雷，最终导致了几乎所有的奥斯曼帝国海军舰艇进入黑海；俄罗斯黑海舰队遭受的最大损失是”玛丽亚号“的爆炸，该舰于1916年10月20日在港口爆炸，当时它刚服役一年。随后的调查表明，这次爆炸可能是意外的，尽管不能排除是特工恶意破坏之结果，此次爆发引发俄国社会轰动。随后俄国计划继续建造另外两艘无畏舰，而此之后，直到1917年11月俄国爆发内战之前，黑海的制海权一直被俄国所有。为了支援英法两国对达达尼尔海峡的进攻以及其后的登陆；英国、法国和澳大利亚的潜艇在1915年春天被派往黑海。一些土耳其的补给船和军舰被击沉，而协约国也有几艘潜艇被击沉；这些潜艇在1916年1月后被撤走。
当保加利亚在1915年加入第一次世界大战后，其海军主要包括一艘法国制造的名为纳杰日达的鱼雷炮艇和六艘鱼雷艇。它主要在黑海参与针对俄国黑海舰队的水雷战，保加利亚允许德国人在瓦尔纳驻扎两艘U型潜艇；战争期间，俄罗斯的水雷击沉了一艘保加利亚的鱼雷艇。

### 波罗的海
波罗的海主要为德国海军和俄国波罗的海舰队之战场，有时一些英国潜艇也会通过卡特加特海峡来试图协助俄国海军之行动。由于德国舰队规模更大、且更现代化，因此俄国海军以防御为主，俄国海军的攻击集中在对德国与瑞典的护航队的攻击上。
1914年8月26日，德国轻巡洋舰马格德堡号小巡洋舰在芬兰湾中搁浅。其他德国舰艇试图让其重新浮起，但当他们意识到有俄罗斯的舰艇即将到来后决定将其炸毁。俄罗斯在舰艇上搜到了三本德军密码本，一份被交给盟友英国；这最终影响了英国与德国发生在北海的海军战斗，因为英国得以提供得知德国的战略部署。
由于双方都以防御为主，因此海军在东线发挥的作用有限。德国海军1915年8月对里加湾发起攻击，最终失败；1917年10月德国海军再次攻击并胜利，海军们攻占了海湾中的些许岛屿，并破坏了在里加的些许俄国舰艇。
1918年3月，俄国内战的爆发以及《布列斯特-立陶夫斯克條約》将波罗的海割让给德国；随后德国在其后支持了芬兰内战之中的白军以及在拳擊行動之中攻占了大量的东方领土。

## 扩展阅读
- Benbow, Tim. Naval Warfare 1914–1918: From Coronel to the  Atlantic and Zeebrugge  (2012)  excerpt and text search （页面存档备份，存于）
- Dupuy, Trevor Nevitt  and  The military history of World War I: naval and overseas war, 1916–1918  (1967)
- Friedman, Norman. Naval Weapons of World War One: Guns, Torpedoes, Mines, and ASW Weapons of All Nations: An Illustrated Directory (2011)
- Halpern, Paul. A Naval History of World War I (1994), the standard scholarly survey excerpt and text search （页面存档备份，存于）
- Herwig, Holger H. Luxury Fleet: The Imperial German Navy, 1888–1918 (1987)
- Marder, Arthur.  From the Dreadnought to Scapa Flow: The Royal Navy in the Fisher Era (5 vol, 1970), vol 2–5 cover the First World War
- Morison, Elting E. Admiral Sims and the Modern American Navy (1942)
- Stephenson, David. With our backs to the wall: Victory and defeat in 1918 (2011) pp 311–49
- Terrain, J.  Business in Great Waters: The U-Boat wars, 1916–1945 (1999)